# Premierminister der Niederländischen Antillen

Wappen der Niederländischen Antillen (1986–2010)

Der Premierminister der Niederländischen Antillen war der Regierungschef der Niederländischen Antillen, die vom 15. Dezember 1954 bis zur Auflösung am 10. Oktober 2010 ein Land innerhalb des Königreiches der Niederlande waren. Von 1948 bis 1954 waren die Niederländischen Antillen eine Kolonie.

## Regierungschefs in der Kolonialzeit
| Name                                                   | Beginn der Amtszeit | Ende der Amtszeit | Partei    |
| Vorsitzender des Kollegiums der allgemeinen Verwaltung |                     |                   |           |
| A. G. Statius Muller                                   | 21. August 1948     | 10. Juli 1949     |           |
| Moises Frumencio da Costa Gomez                        | 10. Mai April 1949  | 14. Juli 1949     | NVP / PNP |
| Lindoro Christoffel Kwartsz                            | 14. Juli 1949       | 17. August 1951   |           |
| Vorsitzender des Regierungsrates                       |                     |                   |           |
| Moises Frumencio da Costa Gomez                        | 18. Dezember 1951   | 8. Dezember 1954  | NVP / PNP |
| Efraïn Jonckheer                                       | 8. Dezember 1954    | 15. Dezember 1954 | DP        |

## Premierminister
| Name                               | Beginn der Amtszeit | Ende der Amtszeit  | Partei    |
| Efraïn Jonckheer                   | 15. Dezember 1954   | 14. Februar 1968   | DP        |
| Ciro Domenico Kroon                | 14. Februar 1968    | September 1969     | DP        |
| Gerald Sprockel                    | September 1969      | Dezember 1969      |           |
| Ernesto Petronia                   | 1969                | 1971               | DP        |
| Ronchi Isa (1. Amtszeit)           | Februar 1971        | Juni 1971          | DP        |
| Otto Beaujon                       | Juni 1971           | Oktober 1972       | DP        |
| Ronchi Isa (2. Amtszeit)           | Oktober 1972        | Dezember 1973      | DP        |
| Juancho Evertsz                    | 20. Dezember 1973   | 30. August 1977    | NVP / PNP |
| Lucina da Costa Gomez-Matheeuws    | August 1977         |                    | NVP / PNP |
| Leo Chance                         | August 1977         | Oktober 1977       | WIPM      |
| Boy Rozendal                       | 14. Oktober 1977    | 6. Juli 1979       | DP        |
| Miguel Pourier (1. Amtszeit)       | 6. Juli 1979        | Dezember 1979      | UPB       |
| Don Martina (1. Amtszeit)          | Dezember 1979       | 18. September 1984 | MAN       |
| Maria Liberia-Peters (1. Amtszeit) | 18. September 1984  | 1. Januar 1986     | NVP / PNP |
| Don Martina (2. Amtszeit)          | 1. Januar 1986      | 17. Mai 1988       | MAN       |
| Maria Liberia-Peters (2. Amtszeit) | 17. Mai 1988        | 25. November 1993  | NVP / PNP |
| Suzy Camelia-Römer (1. Amtszeit)   | 25. November 1993   | 28. Dezember 1993  | NVP / PNP |
| Alejandro Felippe Paula            | 28. Dezember 1993   | 31. März 1994      | NVP / PNP |
| Miguel Pourier (2. Amtszeit)       | 31. März 1994       | 14. Mai 1998       | PAR       |
| Suzy Camelia-Römer                 | 4. Mai 1998         | 8. November 1999   | NVP / PNP |
| Miguel Pourier (3. Amtszeit)       | 8. November 1999    | 3. Juni 2002       | PAR       |
| Etienne Ys (1. Amtszeit)           | 3. Juni 2002        | 22. Juli 2003      | PAR       |
| Ben Komproe                        | 22. Juli 2003       | 11. August 2003    | FOL       |
| Mirna Louisa-Godett                | 11. August 2003     | 3. Juni 2004       | FOL       |
| Errol Cova                         | 3. Juni 2004        | 4. Juni 2004       | PLKP      |
| Etienne Ys (2. Amtszeit)           | 4. Juni 2004        | 26. März 2006      | PAR       |
| Emily de Jongh-Elhage              | 26. März 2006       | 10. Oktober 2010   | PAR       |

## Abkürzungen
- NVP / PNP: Nationale Volkspartij / Partido Nashonal di Pueblo (christdemokratisch)
- DP: Democratische Partij (sozialdemokratisch)
- WIPM: Windward Islands People’s Movement (Volksbeweging van de Bovenwindse Eilanden; Saba, regionalistisch)
- UPD: Union Patriotiko Boneiriano (Patriottische Unie van Bonaire; christdemokratisch)
- MAN: Movimentu Antias Nobo (Beweging Nieuwe Antillen; sozialdemokratisch)
- PAR: Partido Antiá Restrukturá (Partij voor een Geherstructureerde Antillen; sozial-christlich)
- FOL: Frente Obrero i Liberashon (Arbeidersfront en Bevrijding 30 mei; sozialdemokratisch)
- PLKP: Partido Laboral Krusada Popular (Arbeiderspartij van de Kruistocht van het Volk; sozialdemokratisch)